# Ferdinando di Baviera (principe)
Ferdinando Maria Ludovico Francesco d'Assisi Isabello Adalberto Ildefonso Martino Bonifacio Giuseppe Isidoro di Baviera (in lingua tedesca: Ferdinand Ludwig Franz von Assisi Isabellus Adalbert Ildefons Martin Bonifaz Joseph Isidro; Madrid, 10 maggio 1884 – Madrid, 5 aprile 1958) è stato un membro della casa di Wittelsbach.

## Biografia
Era figlio del principe Ludovico Ferdinando di Baviera e dell'infanta Maria de la Paz di Borbone-Spagna: nonostante fosse pronipote di Ludovico II di Baviera, apparteneva al ramo della famiglia dei Wittelsbach emigrato in Spagna, e l'assunzione dei titoli di Infante di Spagna e Grande di Spagna il 20 ottobre 1905 precedette la rinuncia ad ogni diritto di successione al trono bavarese avvenuta nel 1914. Servì per alcuni anni come colonnello dell'esercito spagnolo e dal 1915 al 1919 fu console spagnolo a Firenze, Edimburgo e Costantinopoli.

## Matrimoni

### Primo Matrimonio
Sposò, il 12 gennaio 1906 a Madrid, l'infanta Maria Teresa di Borbone-Spagna, seconda figlia di Alfonso e della regina Maria Cristina; questo matrimonio si rivelò particolarmente felice. Ebbero quattro figli:
- Infante Luigi Alfonso (1906-1983);
- Infante Giuseppe Eugenio (1909-1966);
- Infanta Maria de las Mercedes (1911-1953);
- Infanta Maria del Pilar (1912-1918).

### Secondo Matrimonio
Sposò, il 1º ottobre 1914 a Fuenterrabía, María Luisa de Silva y Fernández de Henestrosa, duchessa de Talavera de la Reina, figlia di Luis de Silva y Fernández, X conte de Pie de Concha e María de los Dolores Fernández de Henestrosa y Fernández de Córdoba. Da lei non ebbe figli.

## Morte
Il principe Ferdinando fu molto legato alla casa reale bavarese e fu amico del cognato il principe Carlo Tancredi di Borbone-Due Sicilie; in quanto sostenitore di Alfonso XIII di Spagna, suo primo cugino e cognato, durante la dittatura franchista fu esiliato nel principato di Monaco fino al 1941, quando fu riammesso in Spagna. Ferdinando fu uno dei principali esponenti del movimento monarchico spagnolo.

## Ascendenza
|                                      |                                      |                                       | Genitori                         |  |  | Nonni |  |  | Bisnonni              |  |  | Trisnonni                          |  |
|                                      |                                      |                                       |                                  |  |  |       |  |  | Ludovico I di Baviera |  |  | Massimiliano I Giuseppe di Baviera |  |
|                                      |                                      |                                       |                                  |  |  |       |  |  | Ludovico I di Baviera |  |  | Massimiliano I Giuseppe di Baviera |  |
|                                      |                                      | Augusta Guglielmina d'Assia-Darmstadt |                                  |  |  |       |  |  | Ludovico I di Baviera |  |  |                                    |  |
| Adalberto di Baviera                 |                                      |                                       |                                  |  |  |       |  |  | Ludovico I di Baviera |  |  |                                    |  |
|                                      |                                      | Teresa di Sassonia-Hildburghausen     | Federico di Sassonia-Altenburg   |  |  |       |  |  |                       |  |  |                                    |  |
|                                      |                                      | Teresa di Sassonia-Hildburghausen     | Federico di Sassonia-Altenburg   |  |  |       |  |  |                       |  |  |                                    |  |
|                                      |                                      | Teresa di Sassonia-Hildburghausen     | Carlotta di Meclemburgo-Strelitz |  |  |       |  |  |                       |  |  |                                    |  |
| Ludovico Ferdinando di Baviera       |                                      | Teresa di Sassonia-Hildburghausen     |                                  |  |  |       |  |  |                       |  |  |                                    |  |
|                                      |                                      | Francesco di Paola di Borbone-Spagna  | Carlo IV di Spagna               |  |  |       |  |  |                       |  |  |                                    |  |
|                                      |                                      | Francesco di Paola di Borbone-Spagna  | Carlo IV di Spagna               |  |  |       |  |  |                       |  |  |                                    |  |
|                                      |                                      | Francesco di Paola di Borbone-Spagna  | Maria Luisa di Borbone-Parma     |  |  |       |  |  |                       |  |  |                                    |  |
| Amalia Filippina di Borbone-Spagna   |                                      | Francesco di Paola di Borbone-Spagna  |                                  |  |  |       |  |  |                       |  |  |                                    |  |
|                                      |                                      | Luisa Carlotta di Borbone-Due Sicilie | Francesco I delle Due Sicilie    |  |  |       |  |  |                       |  |  |                                    |  |
|                                      |                                      | Luisa Carlotta di Borbone-Due Sicilie | Francesco I delle Due Sicilie    |  |  |       |  |  |                       |  |  |                                    |  |
|                                      |                                      | Luisa Carlotta di Borbone-Due Sicilie | Maria Isabella di Borbone-Spagna |  |  |       |  |  |                       |  |  |                                    |  |
| Ferdinando di Baviera                |                                      | Luisa Carlotta di Borbone-Due Sicilie |                                  |  |  |       |  |  |                       |  |  |                                    |  |
|                                      | Francesco di Paola di Borbone-Spagna | Carlo IV di Spagna                    |                                  |  |  |       |  |  |                       |  |  |                                    |  |
|                                      | Francesco di Paola di Borbone-Spagna | Carlo IV di Spagna                    |                                  |  |  |       |  |  |                       |  |  |                                    |  |
|                                      | Francesco di Paola di Borbone-Spagna | Maria Luisa di Borbone-Parma          |                                  |  |  |       |  |  |                       |  |  |                                    |  |
| Francesco d'Assisi di Borbone-Spagna | Francesco di Paola di Borbone-Spagna |                                       |                                  |  |  |       |  |  |                       |  |  |                                    |  |
|                                      |                                      | Luisa Carlotta di Borbone-Due Sicilie | Francesco I delle Due Sicilie    |  |  |       |  |  |                       |  |  |                                    |  |
|                                      |                                      | Luisa Carlotta di Borbone-Due Sicilie | Francesco I delle Due Sicilie    |  |  |       |  |  |                       |  |  |                                    |  |
|                                      |                                      | Luisa Carlotta di Borbone-Due Sicilie | Maria Isabella di Borbone-Spagna |  |  |       |  |  |                       |  |  |                                    |  |
| Maria de la Paz di Borbone-Spagna    |                                      | Luisa Carlotta di Borbone-Due Sicilie |                                  |  |  |       |  |  |                       |  |  |                                    |  |
|                                      |                                      | Ferdinando VII di Spagna              | Carlo IV di Spagna               |  |  |       |  |  |                       |  |  |                                    |  |
|                                      |                                      | Ferdinando VII di Spagna              | Carlo IV di Spagna               |  |  |       |  |  |                       |  |  |                                    |  |
|                                      |                                      | Ferdinando VII di Spagna              | Maria Luisa di Borbone-Parma     |  |  |       |  |  |                       |  |  |                                    |  |
| Isabella II di Spagna                |                                      | Ferdinando VII di Spagna              |                                  |  |  |       |  |  |                       |  |  |                                    |  |
|                                      |                                      | Maria Cristina di Borbone-Due Sicilie | Francesco I delle Due Sicilie    |  |  |       |  |  |                       |  |  |                                    |  |
|                                      |                                      | Maria Cristina di Borbone-Due Sicilie | Francesco I delle Due Sicilie    |  |  |       |  |  |                       |  |  |                                    |  |
|                                      |                                      | Maria Cristina di Borbone-Due Sicilie | Maria Isabella di Borbone-Spagna |  |  |       |  |  |                       |  |  |                                    |  |
|                                      |                                      | Maria Cristina di Borbone-Due Sicilie |                                  |  |  |       |  |  |                       |  |  |                                    |  |